# Danthonia parryi
Danthonia parryi är en gräsart som beskrevs av Frank Lamson Scribner. Danthonia parryi ingår i släktet knägrässläktet, och familjen gräs.
Artens utbredningsområde är Colorado. Inga underarter finns listade i Catalogue of Life.